# G2551/2554次列车
G2551/2554次列车是中国铁路运行于首都北京市北京南站至安徽省六安市六安站的高速动车组列车，自2013年7月1日起开行，由上海局集团合肥客运段担任客运乘务，列车全程运行1072公里，途经北京市、河北省、天津市、山东省、江苏省、安徽省五省一市。其中北京南站至六安站运行5小时51分，使用车次为G2551次；六安站至北京南站运行5小时50分，使用车次为G2554次。

## 历史
2012年10月16日，配合合蚌客运专线开通，新增北京南～合肥G261/266次列车。
2013年7月1日，G266次延长至六安站始发。
2014年12月10日，G261次延长至六安站终到。
2021年6月25日，配合京沪高铁运行图重排，本对列车车次调整为G2551/2554次。

## 使用列车
G2551次列车使用配属上海局集团合肥南动车运用所的CRH380B，G2554次列车使用配属上海局集团合肥南动车运用所的CRH380BL。